# Lange Nacht der Industrie
Die  Lange Nacht der Industrie ist eine gemeinsame Aktion verschiedener Unternehmen des produzierenden Gewerbes und der industrienahen Logistik in Deutschland. Sie dient der Öffentlichkeitsarbeit der Industrie in einer Region. Unternehmen öffnen ihre Werkstore in einer solchen Nacht für angemeldete Besucher. Die Unternehmen beteiligen sich an dieser Aktion um sich offen und transparent zu zeigen und um sich als Arbeitgeber und Ausbilder in der Region zu positionieren. Die IHKs und Unternehmensverbände sind Träger der Veranstaltungen. Das Veranstaltungsformat wurde 2012 als Ort im „Land der Ideen“ ausgewählt.

## Herkunft
Die Lange Nacht der Industrie orientiert sich an anderen erfolgreichen Nächten wie der Langen Nacht der Museen oder der Langen Nacht der Wissenschaften. Dabei wird das Konzept den besonderen Bedingungen gerecht, die eine Führung in einem produzierenden Unternehmen mit sich bringt. Die Anforderungen an Planbarkeit, Arbeitssicherheit, Hygiene und Schutz vor Ausspähung haben erheblichen Einfluss auf die Organisation der Veranstaltung. Unter anderem müssen Teilnehmer sich deswegen online um die Teilnahme an den kostenlosen Touren bewerben. Die Tickets werden unter den Bewerbern ausgelost.

## Idee und Ablauf
Die Lange Nacht der Industrie ermöglicht interessierten Menschen einen sonst unmöglichen Blick hinter die Kulissen der Industrie – die Unternehmen lernen ihre Zielgruppen direkt vor Ort kennen.
Die Touren sind für die Besucher kostenfrei. An einem oder mehreren Startorten findet (in einigen Regionen) eine Auftaktveranstaltungen statt, bei denen  hochrangige Redner zu Wort kommen. Meist begrüßen Schirmherr, IHK-Führung und Vorstände beteiligter Verbände die Teilnehmer. Nach dem Boarding – die Teilnehmer sind aus Sicherheitsgründen namentlich registriert und auch den Unternehmen bekannt – starten die Reisebusse zur gleichen Zeit (aber regional zu unterschiedlichen Zeiten) auf die Touren. In allen Bussen ist ein geschulter Tour-Guide an Bord.
Jeder Teilnehmer erlebt zwei Unternehmen in einer Nacht – jedes Unternehmen bekommt in einer Nacht zwei Gruppen mit 40 bis 50 Teilnehmern zu Besuch. Durch Präsentationen, Rundgänge und Dialoge erleben Schüler, Studierende, Arbeits- und Ausbildungsplatzsuchende, Berufstätige vom Helfer bis zum Akademiker und allgemein interessierte Menschen Industrie anschaulich, authentisch, „zum Anfassen“. Die Unternehmen werden kreativ und operativ einbezogen, da sie das Programm „ab Werktor“ selbst gestalten.

## Verbreitung
- seit 2008: Hamburg
- seit 2009: Bremen
- seit 2010: Hannover (ruht zur Zeit)
- seit 2011: Thüringer Wald (ruht zur Zeit), Rhein-Ruhr, Saarland und FrankfurtRheinMain
- seit 2012: Schleswig-Holstein, Berlin, Dresden
- seit 2013: Pfalz (ruht zur Zeit)
- seit 2015: Düren schließt sich Rhein-Ruhr an
- seit 2018: Die Region Bonn/Rhein/Sieg schließt sich Rhein-Ruhr an
- 2024 Neustart nach der Covid-19-Pandemie

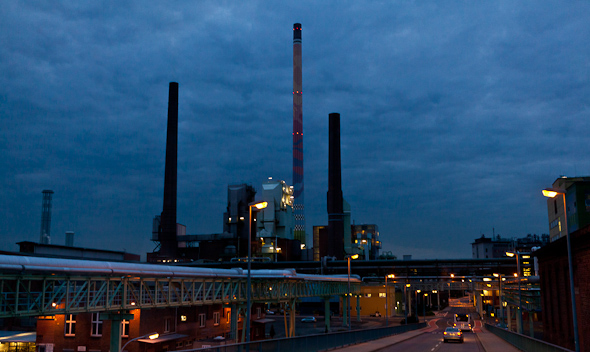
Der Industriepark Hoechst bei der Langen Nacht der Industrie in Frankfurt
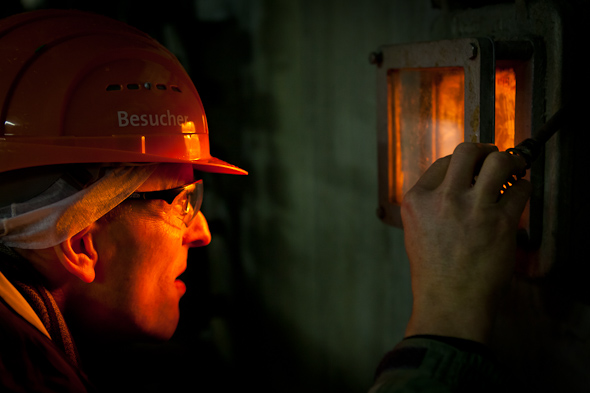
Blick in einen Verbrennungsofen in Bremen
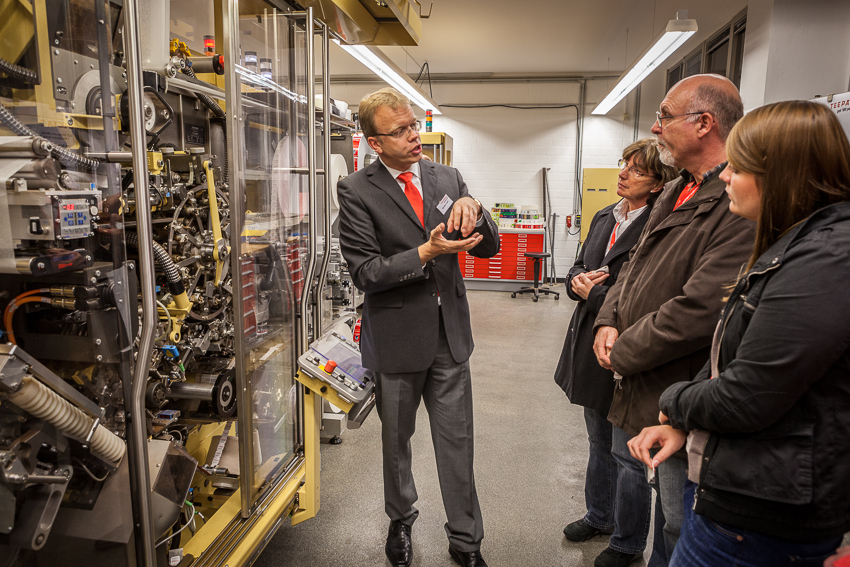
Maschinenbau in NRW
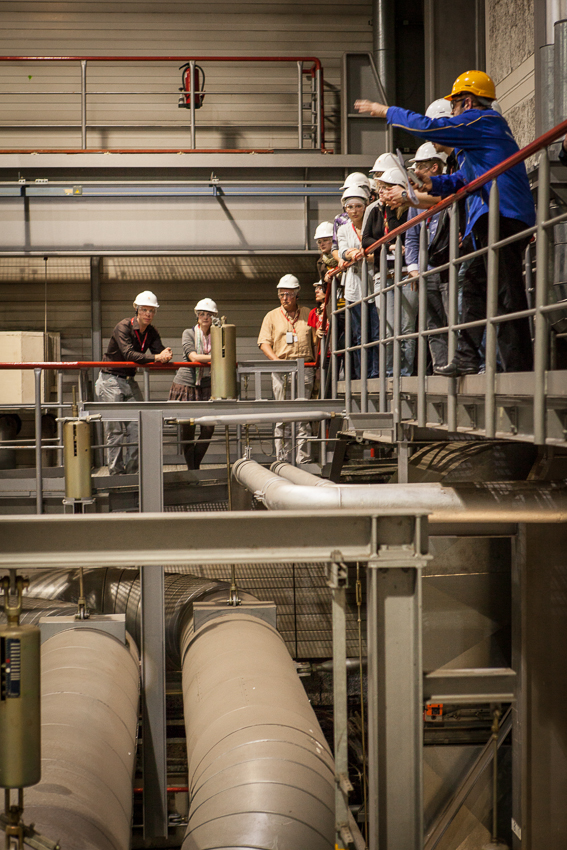
Berliner schauen in eines ihrer Kraftwerke